# Mike van Diem
Mike van Diem (Druten, 12 de enero de 1959) fue un director de cine holandés.

## Biografía
Van Diem nació en Druten, pero creció en Sittard, en la zona residencial que más tarde sirvió de escenario para Flodder. Van Diem es el mediano de tres hermanos. Estudió en Utrecht y se graduó en 1989 en la Academia Holandesa de Cine y Televisión.
Su primera experiencias cinematográfica como director y guionista fue Alaska, un corto de suspense psicológico. Durante la producción, la película tuvo problemas económicos. Van Diem luego escribió una carta a First Floor Features para financiar parte de la película. El film finalmente recibió el premio del Becerro de Oro, convirtiéndose en la primera película estudiantil en ganar este premio. Un año después, la película ganó el Premio de la Academia Estudiantil en Los Ángeles y recibió un gran crítica en el Festival de Sundance en 1991.
En 1990, Van Diem fue asistente de dirección en la película My Blue Heaven y pasó dos años desarrollando su propio guion para Al otro lado de la calle, un thriller que se publicitó durante años por First Floor Features pero que, sin embargo, es que no se materializó por problemas de presupuesto. 
En 1997, dirigió y escribió el guion de la película Karakter, que ganó el Oscar en la categoría de lengua no inglesa.  En su discurso de aceptación, Van Diem dedicó el premio a su buen amigo Coen van Vrijberghe de Coningh, que había fallecido repentinamente poco antes. Karakter también ganó el Gran Premio del Festival de Cine de París, el Gran Premio del Jurado del AFI Fest y el Premio de la Semana de los Directores del Fantasporto.
Su segunda película cinematográfica, De surprise, no se estrenó hasta 2015 . Van Diem también se ocupa principalmente de la dirección de películas comerciales para televisión. En 2016 asumió la dirección de la película Tulipani: Liefde, Eer en een Fiets de la enferma Marleen Gorris.

## Filmografía
- Karakter (1997)
- The Surprise (2015)
- Tulipani: Liefde, Eer en een Fiets (2017)

## Premios y distinciones
Premios Óscar
| Año  | Categoría                                       | Película | Resultado |
| ---- | ----------------------------------------------- | -------- | --------- |
| 1998 | Mejor película extranjera (de habla no inglesa) | Karakter | Ganador   |